# Borrasca Gloria
| Tormenta Gloria                                      | Tormenta Gloria                                      | Tormenta Gloria                                      |
| Tormenta Gloria el 21 de enero de 2020 sobre España. | Tormenta Gloria el 21 de enero de 2020 sobre España. | Tormenta Gloria el 21 de enero de 2020 sobre España. |
| Datos                                                | Datos                                                | Datos                                                |
| ---------------------------------------------------- | ---------------------------------------------------- | ---------------------------------------------------- |
| Viento máximo:                                       | 102 km/h                                             | 102 km/h                                             |
| Presión mínima:                                      | 979 mb                                               | 979 mb                                               |
| Efectos                                              |                                                      |                                                      |
| Muertes:                                             | 13                                                   | 13                                                   |
| Daños materiales:                                    | Desconocidos                                         | Desconocidos                                         |
| Áreas afectadas:                                     | España, Portugal y Francia                           | España, Portugal y Francia                           |

La Tormenta Gloria (también conocida como Tormenta Jacob en Estados Unidos y Canadá) fue un ciclón extratropical de largo recorrido en el Atlántico Norte que afectó al norte de Estados Unidos  y Canadá oriental, así como a la península ibérica a su paso por Europa. El sistema fue primero identificado como un ciclón extratropical que The Weather Channel de manera no oficial nombró Jacob en el Noroeste del Pacífico el 15 de enero de 2020. Después de cruzar los Estados Unidos y tras cruzar el Atlántico, el sistema se desarrolló lo suficiente como para ser  nombrado como Gloria por la AEMET el 18 de enero, convirtiéndose en la décima borrasca nombrada de la sesión de tormentas invernales en Europa 2019-2020.
Después de tocar tierra cruzando el norte de España como un frente débil, Gloria se intensificó durante varios días sobre el mar Mediterráneo occidental, aportando lluvias y nevadas intensas, vientos fuertes y oleaje significativo a muchas áreas de Europa del sur y África del norte. El sureste de España y las Islas Baleares fueron particularmente afectadas por el paso de Gloria entre el 19 y el 21 de enero. En total en España, 13 personas perdieron la vida y 4 resultaron desaparecidas.

## Historia meteorológica

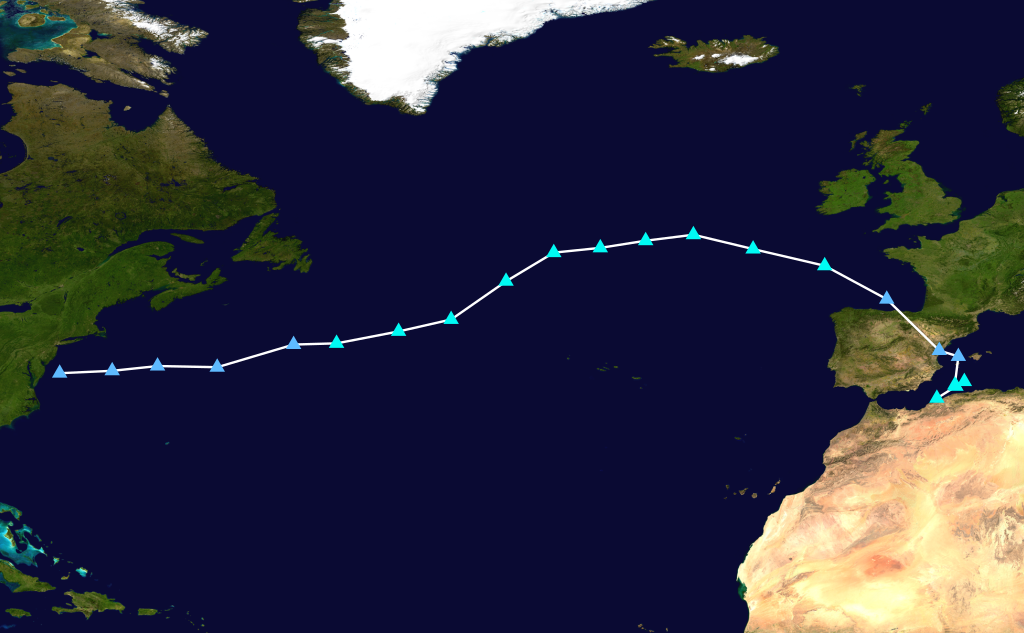
Mapa de seguimiento de Gloria según el Centro de Predicción del Océano

El sistema que devino finalmente en la Tormenta Gloria fue inicialmente anotada como un área de nubosidad desordenada al este de Japón el 10 de enero. Despacio cruzó el Pacífico, y se desarrolló suficientemente como para ser calificada Tormenta de Invierno con nombre de Jacob. Después de experimentar rápida intensificación, Jacob tocó tierra en el estado de Washington el 15 de enero. Después de cruzar los Estados Unidos por el norte, el sistema emergió al Atlántico el 17 de enero, cruzando la costa de Virginia.
El sistema fue primero denominado Ciclón Ilka por la Universidad Libre de Berlín (que nombran las áreas de bajas presiones que afectan Europa). Después AEMET empezó emitir avisos sobre la Tormenta Gloria el 18 de enero como el sistema que se acercaba a la península ibérica. Gloria posteriormente tocó tierra en la costa de Santander el 19 de enero.
Gloria recorrió el norte de España como ciclón débil y entonces emergió al mar mediterráneo occidental, donde se estancó por varios días. Después de quedar casi estacionario sobre las Islas Baleares alrededor de 48 horas, Gloria empezó a despacio a derivar hacia el sur y luego hacia el oeste, pasando sobre el estrecho de Gibraltar y Marruecos el 22 de enero antes de emerger de nuevo al Atlántico el 23 de enero. Después de mantenerse varios días hacia el oeste de Portugal, Gloria se disipó el 25 de enero sobre la costa del sur del país.

## Preparaciones e impacto

### Estados Unidos

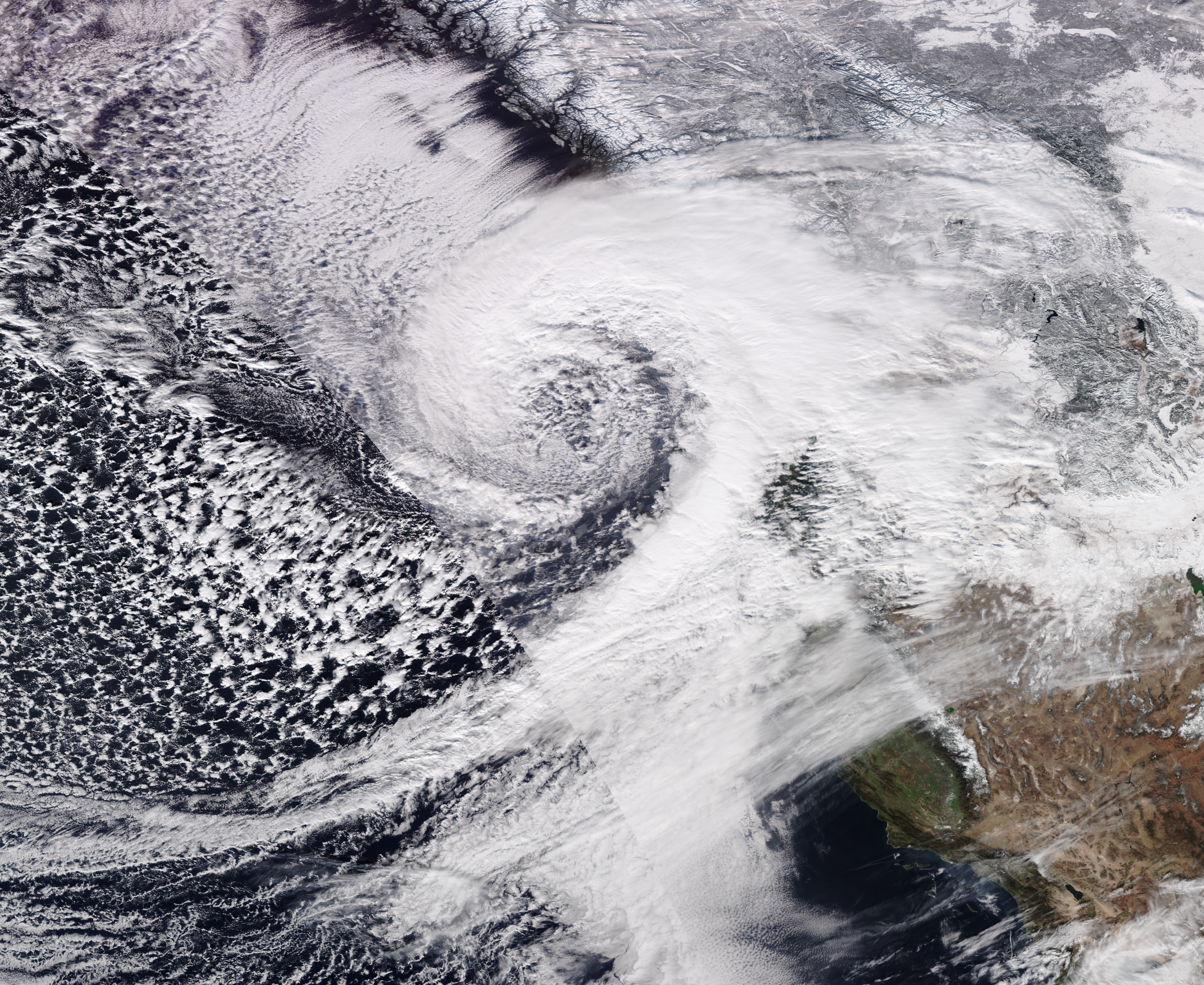
Tormenta de invierno Jacob que se acerca al Noroeste del Pacífico el 15 de enero.

La Borrasca Jacob tocó tierra en el Pacífico noroeste el 15 de enero. En la comunidad de Joyce, en la península Olímpica del estado de Washington, cayeron 56 cm de nieve. En Oregón oriental, la nieve obligó al cierre de la carretera Interstate 84. Jacob trajo nevadas fuertes a los estados de Montana, Idaho y Utah.
Se sucedieron las nevadas, con aparición puntual de lluvia engelante en Nevada, Nebraska; y partes del Texas.
Cuando Jacob llegó a la costa del Noreste de Estados Unidos, se registraron vientos de 97 km/h el 18 de enero, provocando el cierre de multitud de autopistas.

### Canadá
Cuando Tormenta de Invierno Jacob emergió al Atlántico el 18 de enero, afectó a las Provincias atlánticas de Canadá, provocando nevadas intensas y vientos fuertes a toda esta área. En Terranova y Labrador, se registraron 76 cm de nieve. A raíz de la ventisca, 21.000 casas quedaron sin electricidad.

### España
En Alcoy, Alicante, una mujer de 75 años falleció cuando el viento causó el derrumbe de su casa. Un hombre de 50 años murió en La Ametlla de Mar, Tarragona después de ser arrastrado por las olas. En Ávila, un hombre de 63 años sufrió un golpe mortal debido al desprendimiento de unas tejas.
Gloria causó inundaciones a lo largo de la costa del este de España, siendo el Delta del Ebro una de las zonas más dañadas por el temporal, donde el mar arrasó hasta 3 kilómetros de tierra cubierta de arrozales. En Lloret de Mar y Tosa de Mar, la espuma marina llegó a salir de la playa, bloqueando las calles. En Hostalric, Girona tuvieron que confinar a los vecinos y a los del casco antiguo del municipio desalojarlos por riesgo de inundación en sus casas. En Massanes, Girona, la urbanización Riu Clar también fue desalojada y sus vecinos dependieron del municipio de Hostalric para refugiarse en el polideportivo municipal. En el Puerto de Barcelona, las olas llegaron a alcanzar los 7 metros, saltando sobre los espigones e inundando edificaciones; varios barcos sufrieron daños y uno de ellos se hundió completamente. En Badalona, el fuerte oleaje partió en dos el Puente del Petróleo, emblema de la ciudad, esparciendo grandes trozos de madera y metal por la playa. Dos personas, incluyendo un ciudadano británico, fueron declaradas como desaparecidas después de ser arrastradas por el mar en la isla de Ibiza.
Las nevadas causaron problemas en áreas más elevadas del interior. Una mujer sintecho de 54 años sufrió una muerte por hipotermia. Mientras que las condiciones de ventisca dieron como resultado un accidente de tráfico mortal en Asturias. Las condiciones de tiempo severo causaron clausuras escolares en todo el país, con 130.000 estudiantes sin clase tan sólo en Cataluña.